# مانگرول
مانگرول (به انگلیسی: Mangrol) یک منطقهٔ مسکونی در هند است که در بخش باران واقع شده‌است. مانگرول ۲۱٬۸۳۶ نفر جمعیت دارد و ۲۴۲ متر بالاتر از سطح دریا واقع شده‌است.